# Eupithecia alexiae
Euphitecia alexiae es una especie de polilla de la familia Geometridae. La especie fue descrita por primera vez por Mironov y Galsworthy habiendo sido descrita en 2008, con distribución en Cachemira. E. alexiae es parte del grupo de especies tripunctaria.